# كايلي ماس
كايلي ماس (مواليد 18 يناير 1996) هي سباحة كندية، حصلت على الميدالية الفضية في سباق 100 متر و200 متر ظهر في الألعاب الأولمبية الصيفية 2020.